# Jamil (rapper)
Jamil o Jamil Baida, pseudonimo di Jamil Sapio (Verona, 9 gennaio 1991), è un rapper italiano di origini iraniane.

## Biografia
Di origini siciliane dal padre e iraniane dalla madre, è nato e cresciuto a Verona. Ha iniziato a fare rap nel 2004; il suo primo album è stato Green Street, realizzato nel 2009 assieme il rapper Mani. L'album include numerose strofe acquistate da artisti già affermati all’epoca, tra cui Guè e Dargen D’Amico. Nonostante la presenza di nomi noti della scena rap italiana, il progetto viene quasi completamente ignorato  da parte del grande pubblico.
Nel 2012 il veronese Jamil pubblica il mixtape Black Book, che vede la partecipazione di Vacca. Il tape ottiene un riscontro limitato, fatta eccezione della title track, che riscuote un discreto successo. Nello stesso anno ha inizio una faida con il rapper Kill Mauri.
Nel 2014 è uscito il suo album di debutto come solista, intitolato Il Nirvana, che ha raggiunto la 9ª posizione nella classifica italiana. In concomitanza con l'uscita de Il Nirvana, è stato pubblicato anche l'album Del Padre e Del Figlio, in collaborazione con Vacca. Il progetto nasce dall'esigenza, espressa dagli stessi artisti e dalla loro etichetta discografica, di raccogliere e valorizzare i numerosi brani condivisi gratuitamente nel tempo.
Nel 2016, dopo due anni di lavoro, viene pubblicato Black Book 2, secondo mixtape dell'artista. Il progetto è stato anticipato dai singoli Scarpe da Pusher, OG (con Black T) e Sweet Dreams 2. Il mixtape include numerose collaborazioni con artisti della scena italiana e internazionale, tra cui MadMan, Gemitaiz, Emis Killa, Vacca, Mac Lucci, Egreen, Tormento, Canesecco, Ntò, Mboss, Nigga Dium, Black T e Amill Leonardo.
Tra la fine del 2016 e l'inizio del 2017 si sviluppa una faida tra Jamil e il rapper romano Noyz Narcos.Nel corso Degli anni il "lupo di san vito" ha avuto svariati dissidi con artisti come Marracash,Gemitaiz e Lazza.
Nel 2018 pubblica il secondo album in studio, intitolato Most Hated. Esso contiene collaborazioni con J-Ax, laïoung, Lbenj e Vacca, permettendo a Jamil di arrivare all'ottavo posto nella classifica FIMI. Nel giugno del 2019 viene pubblicata la Deluxe Edition con l'aggiunta di cinque bonus track e la collaborazione con Emis Killa e Dabs.
Nel 2020 inizia l’anno con il singolo Come me insieme a Nayt, il 10 luglio esce Vengo dalla Strada, primo estratto del nuovo album Rap Is Back, ufficialmente uscito il 4 settembre. L'album, invece, sarà disponibile il 25 dello stesso mese, e a differenza degli altri è l'unico a non avere alcun featuring.
Il 5 marzo del 2021 pubblica Non fare il G, assieme a Skinny. Il 16 partecipa a Che Vuoi, canzone del baby-rapper 500 Tony (aveva già cantato con lui nel 2019, in Teste Matte). L'8 aprile pubblica Sport insieme al rapper lecchese Baby Gang.
Nel 2023, il 27 Gennaio, pubblica un nuovo album, dal titolo Flow, che vede la presenza di Nyv, Mr.Rain, Jake La Furia, Nayt, Emis Killa, Inoki e Niko Pandetta.

## Controversie
Jamil è conosciuto per i numerosi dissing portati contro artisti, famosi e non, del panorama rap italiano.

### Dissing contro Noyz Narcos e Kill Mauri
Uno dei più famosi è certo quello contro Noyz Narcos, il quale gli avrebbe chiesto una collaborazione: il rapper romano avrebbe, secondo lui, cestinato il featuring dopo averglielo promesso. C'era già stato un precedente in cui Noyz e Jamil avevano una strofa insieme nel brano Un altro passo del rapper Vacca, ma Jamil aveva un dissing in corso con Kill Mauri, facente parte dell'etichetta di Narcos, e tolse la sua strofa dal brano. Nel gennaio 2017 esce Noyz Diss, dove il rapper veronese attacca il collega, accusandolo di avergli promesso collaborazioni mai avvenute e riportando un episodio privato successo tra i due, dove il rapper romano si rifiutò di fumare un bong. Noyz Narcos risponde con "Lobo (singolo), pubblicato a febbraio, dove parla del suo percorso come rapper, del suo dominio nel "gioco del rap" e del suo rispetto all'interno della scena hip hop, mettendosi anche a paragone con Jamil, che invece risponde con Mike Tyson (in riferimento al lobo dell'orecchio che il famoso pugile statunitense staccò nel match di rivincita a Evander Holyfield), singolo in cui insulta la risposta di Noyz. Dopodiché Narcos chiude con il brano intitolato Dope Games, cui il rapper veronese non risponderà più.

### Dissing contro Gallagher e Traffik
Nel 2019 Jamil si scontra con i rapper Gallagher e Traffik, in particolare i due iniziano ad insultarlo sulle storie Instagram, dopo che sulla stessa piattaforma il rapper veronese li aveva intimati di ridurre l'uso spropositato che i due facevano della parola "Negro". Nel gennaio 2019 Jamil pubblica No Racism, dissing rivolto ai due rapper di origine colombiana: nel video compaiono molti membri della Baida Army, etichetta di Jamil, ognuno con la bandiera del proprio paese d'origine, a simboleggiare la lotta al razzismo e il favoreggiamento all'integrazione. A marzo la risposta di Gallagher e Traffik, Diamanti razzisti, caratterizzata dall'uso sproporzionato della parola in questione e dal "Flexing" caratteristico della trap, unito a svariati insulti e minacce.

### Dissing contro Laioung
Dopo la risposta dei due rapper romani di origine colombiana, Jamil pubblica Da solo: un pezzo che è destinato a far discutere, perché se da un lato chiude il dissing con Gallagher e Traffik, in quel momento agli arresti domiciliari, dall'altro apre un secondo diverbio, stavolta con Laïoung. Il "Lupo di San Vito" nomina il "Giovane Leone" nel suo brano in quanto non approva il fatto che quest'ultimo abbia collaborato con Gallagher nel pezzo Nove, soprattutto dopo che aveva cantato insieme a lui in Animali, brano contenuto in Most Hated. Laïoung, dopo averlo insultato sui social, risponde col pezzo Va bene, dove rende pubblica una telefonata tra lui e Jamil, e dove proprio quest'ultimo rispondeva "Va bene" alle sue provocazioni. Il dissing si chiude definitivamente quando Jamil pubblica la versione deluxe di Most Hated, dove dal brano Animali viene tolta la strofa di Laïoung.

### Dissing contro Maruego
Nel 2020, durante la pandemia di COVID-19, Jamil e Maruego si sono scambiati frecciatine sui social per una vecchia questione risalente ad anni prima, quando Jamil gli avrebbe chiesto un featuring e il collega glielo avrebbe negato. Dopodiché Jamil pubblica la traccia che avrebbe dovuto portare a una puntata di Radio 105, contenente un dissing contro l'omonimo rapper, con il quale quest'ultimo risponde con un brano registrato e pubblicato su Instagram (a causa del momento di lockdown che non permetteva a nessuno di uscire di casa, nemmeno per andare a lavorare, ndr). Qualche giorno dopo Jamil gli risponde alla stessa maniera, con una track pubblicata sui social, accusandolo di non avere seguito tra i fan dell'hip hop. Successivamente Maruego pubblicherà Covid 21, che chiuse definitivamente la diatriba

### Dissing contro Gionni Gioielli
Poco prima dell'uscita del quarto album in studio di Jamil, Rap is back nel disco ci sono molte allusioni a Gionni Gioielli rapper affiliato al collettivo adriacosta( di cui fa parte anche Nigga Dium rapper con cui jamil aveva spesso collaborato), il. Gionni Gioielli lo accusa di produrre musica di scarsa qualità e di non meritare il suo posto nella scena, dapprima apostrofandolo su Instagram, poi pubblicando su YouTube un pezzo (Craxi is back) in cui sfida il rapper veronese. Accusandolo di inventare storie false e usare i dissing per credibilità. Jamil inizialmente risponde di non avere tempo per affrontare un altro dissing, tra l'uscita del disco e gli impegni ad esso legati, ma successivamente cede e pubblica il dissing Non è colpa mia, dove attacca Gionni Gioielli accusandolo di non essere una persona di successo e di non avere il seguito adatto né la tecnica necessaria per sfidarlo, chiamandolo "scarso" e "vecchio", e affermando che neanche tutti i rapper che egli stesso ha dissato in carriera messi insieme arriverebbero al suo livello. Il rapper di Adriacosta pubblica allora Lo chiamo Jamil diss così faccio più stream, dove ribadisce i concetti precedenti e accusa Jamil di essere un incoerente.

## Discografia

### Album in studio
- 2014 – Il Nirvana
- 2014 – Del padre del figlio (con Vacca)
- 2018 – Most Hated
- 2020 – Rap is Back
- 2023 – Flow

### Mixtape
- 2012 – Black Book Mixtape
- 2016 – Black Book 2

### Singoli
- 2016 – Scarpe da pusher
- 2016 – Sweet Dreams 2
- 2017 – Mike Tyson
- 2017 – Calcio di strada
- 2017 – Quando guardo giù
- 2018 – Nuovo Inoki
- 2018 – Trap baida
- 2018 – Ko
- 2019 – No Racism
- 2019 – Da solo
- 2020 – Come me (feat. Nayt)
- 2020 – Vengo dalla strada
- 2020 – Rap is Back
- 2020 – Non è colpa mia
- 2021 – Non fare il G (feat. Skinny)
- 2021 – Sport (feat. Baby Gang)
- 2023 – Don't lie
- 2023 – Shqipe
- 2023 – Busy
- 2023 – Ok Mamy
- 2024 – De Puta Madre
- 2024 – Una vita sola (feat. Vacca)
- 2024 – Sweet Dreams 3
- 2024 – De Puta Madre 2
- 2024 – De Puta Madre 3
- 2024 – Dissing Gemitaiz
- 2024 – Drug Addicted

### Collaborazioni
- 2013 – Vacca feat Jamil - Del Padre E Del Figlio
- 2015 – Vacca feat Jamil - Ancora qua
- 2016 – Mboss feat Jamil - No new friends
- 2016 – Emis Killa feat Giso, Jamil - Vecchia maniera
- 2016 – Sleepy feat Jamil - Ahia
- 2017 – Vacca feat Jamil - Ne Voglio Di Più
- 2017 – Mostro feat Jamil - Freddi
- 2018 – Vacca feat Jamil - C'est la vie
- 2018 – Oni One feat Jamil - Beef
- 2018 – Dium feat Jamil - Quale Gang
- 2018 – 500 Tony feat Vacca, Jamil - Teste Matte
- 2018 – Ion feat Jamil - Wanted
- 2019 – Vacca feat Jamil - Merci beaucoup
- 2019 – Vacca feat Jamil, Skioffi - Porco
- 2021 – Mboss feat Young Rame, Jamil - Camminiamo chill
- 2021 – 500 Tony feat Jamil - Che Vuoi
- 2021 – Vray feat Jamil - Lupi
- 2021 – Pashabeats feat Jamil, Parola Vera - Storyboard
- 2021 – Tony Boy feat Jamil - Lockdown
- 2022 – iSHi feat Jamil, Tommy Lee Sparta, Guleed, Hard GZ, Louie Rankin - We Run 22